# Mantella milotympanum
Mantella milotympanum är en groddjursart som beskrevs av Staniszewski 1996. Mantella milotympanum ingår i släktet Mantella och familjen Mantellidae. IUCN kategoriserar arten globalt som akut hotad. Inga underarter finns listade i Catalogue of Life.